# تاريخ دسوق
دسوق لها باع طويل في التاريخ منذ عصر ما قبل الأسرات الفرعونيّة.

## الموقع المكاني

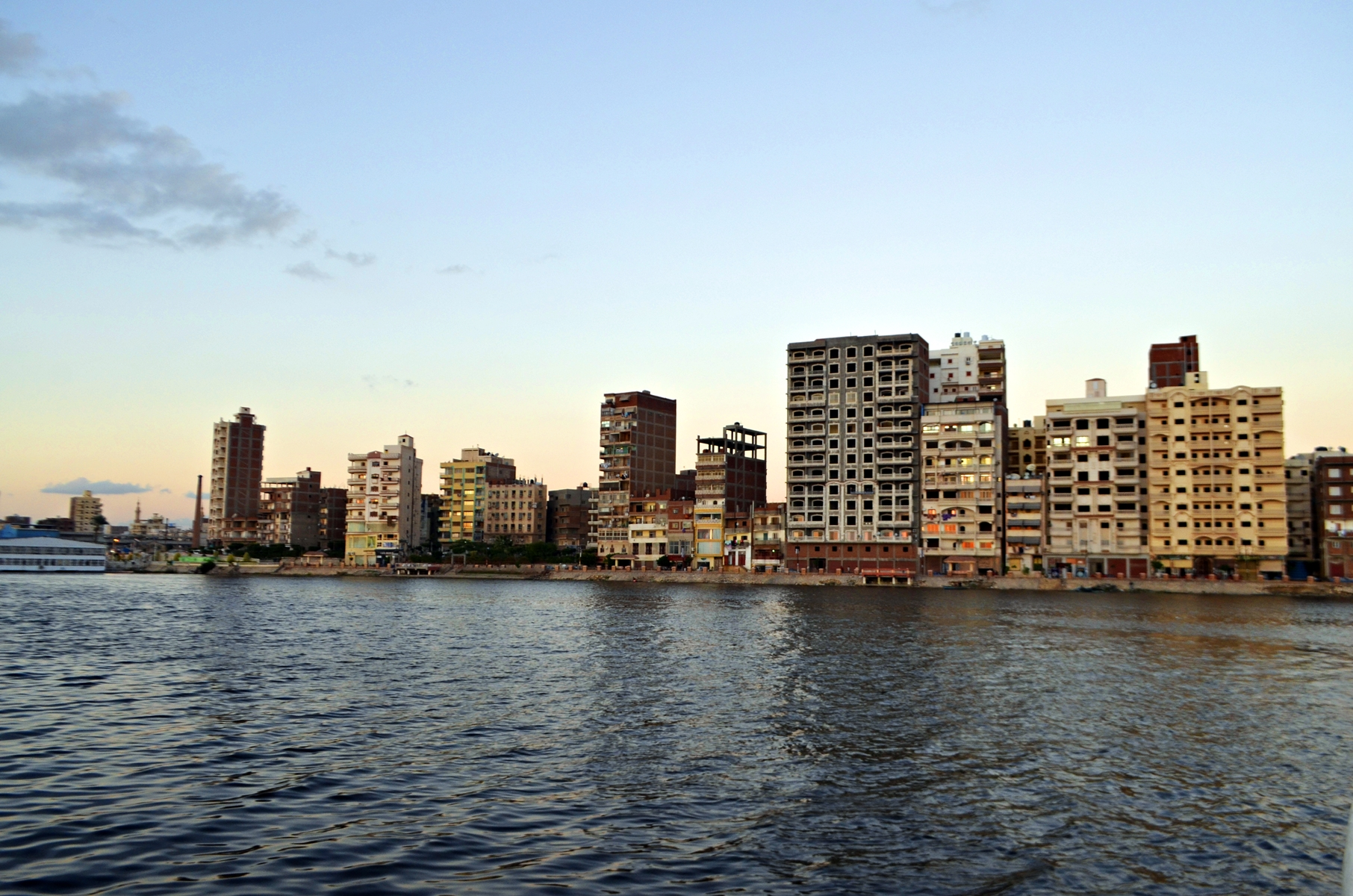
مدينة دسوق - 2015

الموقع النسبي الذي حدد كيان المدينة وعليه تعتمد حياتها، فمدينة دسوق تقع شمال دلتا النيل في مصر طبيعياً، وجنوب غرب محافظة كفر الشيخ إدارياً،
تشير البرديات المصرية القديمة أن مدينة بوتو التي تقع شمال شرق دسوق الحالية كانت عاصمة لمصر السفلى، ومقراً لحكام الشمال، وكانت المدينة تقع في مفترق الطرق لفرعي.... و.... وهما من الفروع القديمة للنيل.
أم دسوق الحالية تقع بالقرب من موقع بوتو القديمة، وتطل على الضفة الشرقية لنهر النيل - فرع رشيد، ويبدو أن الموقع الجديد للمدينة بني على فرع رشيد بعد اندثار الفرع البيلوزي الذي كان أحد فروع النيل القديمة، وذلك يدل على الارتباط العاطفي للإنسان المصري بنهر النيل.

## أصل التسمية
تعددت أسماء المدينة عبر العصور قبل أن تستقر على اسمها الحالي، فقد كان اسمها المصري القديم "بي ديب" منذ نشأتها في العصر الحجري الحديث، والإغريقي "بوتوس" أو "بوتوسوس" في عصر البطالمة، والرومي "بوتوس" في العصر الروماني، والقبطي "بوتو"، ثم حرفها العرب إلى «إبطو» بعد الفتح الإسلامي لمصر.
أما لفظ دسوق لفظ عربي، أصلها من مادة د س ق، والمصدر دَسَقٌ، وهو الماء الأبيض. والديسق هو اسم الحوض الملآن ماء، الدَّسَقُ هو امتلاء الحوض بالماء حتى يفيض، فيطلق على الأحواض الصغيرة دُسُق ودُسوق، ويقول العرب «ملأت الحوض حتي دسق»؛ أي امتلأ حتى ساح ماؤه من جوانبه، و«الديسق» هو الحوض الملآن، ويطلق أيضاً على وعاء من أوعية العرب والخوان من الفضة...الخ، و«أدسقه» أي ملأه. وسميت المدينة بهذا الاسم بعد الفتح الإسلامي لمصر نظراً لانخفاض الأرض فيها بالقرب من ساحل النيل، فكان يأتي الفيضان فيغرقها، وبعد الجفاف تظل هناك ثغرات مليئة بالمياه في شكل أحواض صغيرة، وذلك يطلق عليه لفظ دسق، ومن هنا أتت تسمية دسوق.

## المكانة والأهمية
قد اختصت بوتو بحضانة الطفل حورس الذي وضعته أمه إيزيس بالجزيرة المجاورة «أخبيت» - وهي قرية شابة الحالية - وذلك ليكون تحت رعاية الإلهة واجت ربة مدينة بوتو، ويكون كذلك بعيداً عن بطش عمه ست. وعندما أشتد ساعد الإله حورس، خرج من مسقط رأسه أخبيت ليسترد عرش أبيه أوزوريس المفقود.

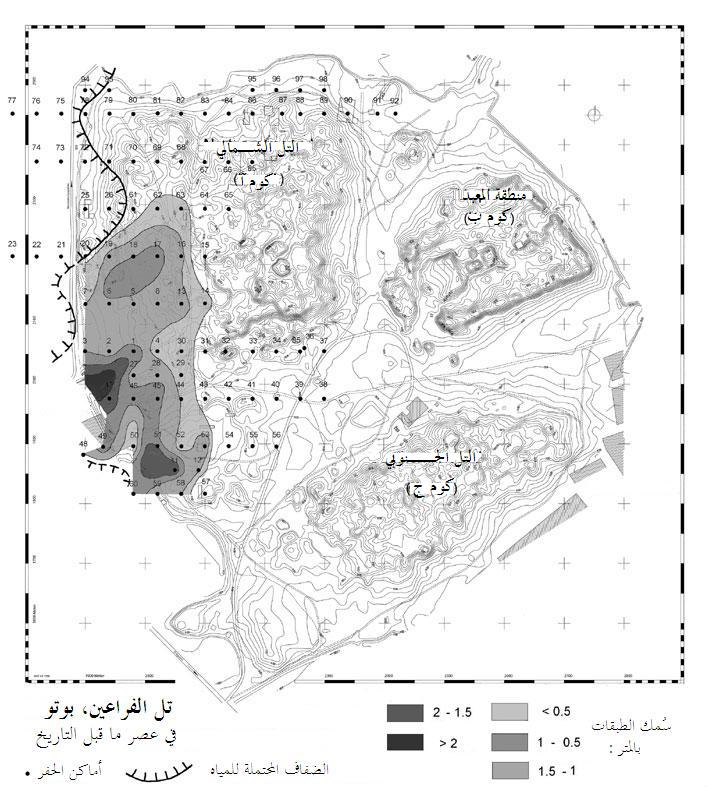
خريطة طبوغرافية لمدينة بوتو في النصف الأول من الألفية الرابعة قبل الميلاد.

وكان سكان بوتو أول من أيدوه وتوجوه ملكاً على البلاد وساروا تحت لواءه، إلى أن حكمت له محكمة الأرباب بأحقيته في إرث عرش أبيه المفقود، بل أعلنته إلهاً لعالم الأحياء، وأعلنت أبيه أوزوريس إلهاً للعالم السفلي. ونتيجة لذلك أصبح ملوك مصر القديمة المناصرين لعبادته هم خلفائه وورثته على عرش البلاد.
ونتيجة لدور مدينة بوتو القديم في الأحداث السياسية القديمة في مصر والتي سبقت توحيد البلاد على يد الملك نعرمر عام 3200 ق.م، فقد ارتبطت مدينة بوتو على مر العصور القديمة بتاج الشمال الأحمر، وإضفاء شرعية الحكم وطقس التتويج الملكي، وظلت الحية وادجت  ربة المدينة تزين جبهة ملوك مصر طوال العصور التاريخية لكي تكسبهم الشرعية وتحميهم من كل مكروه. وظلت المدينة محتفظة بمكانتها السياسية والدينية طوال العصور المصرية القديمة رغم أنتقال عواصم مصر الموحدة من مدينة إلى أخرى في مختلف أرجاء مصر.
وقد انتشرت إقامة الشعائر والطقوس على جثمان الميت في البقاع المقدسة، وكانت تتم بالفعل في البداية ولكنها صارت رمزية منذ نهاية الأسرة الخامسة وكان يستعاض بتمثال المتوفى عن جسم المتوفى بل بعد ذلك اكتفى بإقامة هذه الشعائر رمزياً في بلد المتوفى.
وهكذا كانت بوتو عبر التاريخ لها أهمية كبيرة، وجاء ذكرها في العديد من الآثار مثل جدران المقابر والمعابد وكتب الموتى، ولكن انحدرت أهمية المدينة في فترة تتأخر من التاريخ المصري.. وانصرفت عنها الزوار والحجاج، ولعل أخر من زارها كان هيرودوت الذي كتب عنها أن التدهور أحباب المدينة وتعرضت للنسيان.
وبقى الحال هكذا حتى العصر الحديث، عندما بدأ «تيرى» يسعى للبحث عنها، وقدر من خلال دراسته لكتاب بطليموس الجغرافي أن موقع تل الفراعين بوتو إلى الشمال من كفر الشيخ. خليق بأن يكون المكان الذي شغلته بوتو القديمة، ودفع إحدى مساعديه ويدعى «كيرلي» عام 1904 لكي يقوم بعمل حفائر في المنطقة بحثاً عن الحقيقة، ولكن النتائج لم تقدم لكيرلى ما يدفعه إلى الإيمان بأن ما عثر عليه كان جزءاً من آثار بوتو التاريخية، فقد كان أقدم ما عثر عليه كيرلى كان أشياء فقيرة لا تتناسب مع أهمية وثراء مدينة بوتو الذي تناقلته الأجيال.
وفي عام 1964 حاولت سيتون وليامز البحث عن بوتو في تل الفراعين باسم جمعية الاستكشافات المصرية بلندن، ورغم استمرار هذه البعثة كسته مواسم متتالية فقد كانت النتيجة شبيهه بتلك التي وصل إليها كيرلي.
بدأت كلية الآداب بجامعة طنطا عام 1982 اهتماماتها العلمية بالمنطقة من منطق علمي مختلف وهو البحث عن هوية هذا التل الأثرى هل هو بوتو؟. حيث بدأ العالم الدكتور فوزي عبد الرازق مكاوي، عميد كلية الآداب آنذاك ومؤسس قسم الآثار بتوجيه اهتمامه بالمنطقة، واستمر في دلك حتي أثبت للعالم أجمع أن الموقع هو فعلا بوتو القديمة. وإن لم يكن بوتو فماذا يكون هذا التل الشاسع الذي يضم ما يقرب من مليون متر مربع.
وقد عثرت البعثة في مواسم عمرها المبكر على عددين من الملقى الأثرية في موضع الجبانة ولكن هذه الملقى لم تقدم أي إضافات جديدة بالنسبة للتعرف عليها.
منذ عام 1984 انتقلت البعثة للعمل في موقع المعبد وبعد عدد من المواسم المجدية تفجرت الأرض بالمعلومات، فعثرت البعثة على بقايا معبد المدينة وعثرت حول المعبد على عدد من القطع الأثرية الضخمة التي تعود للدولة الحديثة والعصر الصاوي والعصر المتأخر.
كانت عثرت البعثة على أحجار منقوشة أعيد استخدامها من الدولة القديمة والحديثة، وكانت كل هذه الآثار تعلن بما سجل فوقها من نقوش أننا أخيرا قد اكتشفنا موقع بوتو التاريخية.

## منذ النشأة حتى عصر الرومان
كان لملوك بوتو أوائل المحاولات الناجحة لتحقيق وحدة الشمال والجنوب المصري، فقد لعبت بوتو دوراً هاماً في الأحداث السياسية فيما قبل التاريخ، حيث ذكر حجر بالرمو أن ستة ملوك يرتدون التاج المزدوج، مما يعني أن هذه المدينة سعت إلى الوحدة قبل ظهور نعرمر، وبعد ذلك نجح الجنوب في تحقيق الوحدة النهائية والأخيرة على يد الملك نعرمر  واستيلائه على قاعدة حكم الشمال -بوتو- لتوحيد شطري البلاد.
تعرضت المدينة عبر التاريخ للتدمير والتخريب أيام الهكسوس بعد الدولة الوسطى وفي الدولة الحديثة في عهد الملك رمسيس الثالث أثناء حربه من شعوب البحر، وبعد ذلك ظهرت أهمية بوتو مرة أخرى لتلعب دوراً مؤثراً في مساعدة الملك إبسماتيك الأول، فقد أصبحت في عصره في المرتبة الثانية بعد مدينة ساو العاصمة مباشرةً، ووصلت لأقصى ازدهارها في عهد الأسرة التاسعة والعشرين والأسرة الثلاثين، وقد تدهور حال المدينة أثناء الغزو الفارسي الأول، حتى فتحها الإسكندر الأكبر، فعادت لتزدهر مرة أخرى حتى النصف الأول من عهد البطالمة.

## التاريخ الإداري
تشير البرديات المصرية القديمة أن مدينة بوتو التي تقع شمال شرق دسوق الحالية كانت عاصمة لمصر السفلى، ومقراً لحكام الشمال. وبعد الوحدة النهائية بين مملكتي شمال وجنوب مصر على يد الملك نعرمر، أصبحت المدينة عاصمة المقاطعة التاسعة عشرة  المسماة "إمتي بحو".
منذ عام 1250 حتى 1801 في العصر اللملوكي والعصر العثماني، كانت دسوق مدينة تابعة لأعمال الغربية. أما في فترة الاحتلال الفرنسي لمصر (1798 - 1801)، أصبحت دسوق تابعة لإقليم رشيد طبقاً لأوامر نابليون بونابرت، وكان جاك فرانسوا مينو حاكم الإقليم.
وفي عام 1841، أعاد محمد علي باشا والي مصر تنظيم المديريات والأقسام في مصر، فأصبحت مدينة دسوق تابعة لمديرية الغربية، وسمي قسمها باسم «قسم المندورة» وحضرتها مدينة دسوق لكونها أكبر بلاده.
عام 1871، صدر قرار من نظارة (وزارة) الداخلية بتسمية قسم المندورة باسم مركز دسوق، وحدث تضارب بين نظارتي الداخلية والمالية، حيث ظلت مسجلة باسم قسم المندورة في دفاتر نظارة المالية. ومنعاً لتضارب المسميات، صدر قرار من نظارة المالية في 22 فبراير عام 1869 بتسمية قسم المندورة باسم مركز دسوق لتوحيد التسمية في دفاتر نظارتي الداخلية والمالية.

## اقتباسات تاريخية
دسوق من المدن القديمة، فقد ورد اسمها في قوانين الدواوين لابن مماتي وفي تحفة الإرشاد، حيث كُتِب:
| تاريخ دسوق | صاحب تاج العروس دسوق كصبور وقد يضم أوّله قرية كبيرة عامرة من أعمال مصر، وإليها ينسب سيدي إبراهيم الدسوقي صاحب المقام العظيم الكائن بها. | تاريخ دسوق |

وقال عنها كمال موريس في كتابه «الموسوعة الجغرافية للوطن العربي»:
| تاريخ دسوق | دسوق، مدينة مصرية تقع في محافظة كفر الشيخ على فرع رشيد أحد فرعي النيل. فيها سوق زراعية مهمة، ومن صناعتها النسيج والمواد الغذائية وما شابه. | تاريخ دسوق |